# Stå op
Stå op er et dansk tv-program som blev sendt på Kanal 5 fra 2008 til 2009. Uffe Holm fortæller meget pinlige og meget sjove historier om publikummet. Når skiltet bag ham blinker skal den omtalte person rejse sig og få en gave.